# Zavadka, Voloveț
Zavadka (în ucraineană Завадка) este un sat în comuna Verbeaj din raionul Voloveț, regiunea Transcarpatia, Ucraina.

## Demografie
Componența lingvistică a localității Zavadka
     Ucraineană (99,91%)
     Alte limbi (0,09%)
Conform recensământului din 2001, majoritatea populației localității Zavadka era vorbitoare de ucraineană (99,91%), existând în minoritate și vorbitori de alte limbi.